# Molenmuseum (Zaanstad)
Het Molenmuseum  in Zaanstad is een museum over windmolens en de molengeschiedenis van de Zaanstreek. Het is eigendom van Vereniging De Zaansche Molen en gevestigd op de Zaanse Schans.

## Geschiedenis
Na het houden van een succesvolle tentoonstelling door Vereniging De Zaansche Molen in 1925 bleek de behoefte aan een molenmuseum. De oprichting werd versneld door het beschikbaar komen van het Huis met de ijzeren brug in Koog aan de Zaan. Voor de aanleg van het Koogerpark moest dit huis wijken. Nadat inwoners van Koog aan de Zaan hiertegen bezwaar maakten werd het verplaatst naar de rand van het park en beschikbaar gesteld aan de Zaansche Molen als molenmuseum. Op 24 mei 1928 werd het museum geopend door Prins Hendrik.
Na het toevoegen van een koopmanshuis uit de oostzijde in Zaandam kwam er de mogelijkheid om wisseltentoonstellingen te organiseren. Deze diverse tentoonstellingen varieerden qua onderwerp tussen kunsttentoonstellingen van lokale kunstenaars, Zaanse geschiedenis, voorwerpen uit de streek en tentoonstellingen gericht op educatie. In 1989 werd aan het museum een speciale uitbreiding gebouwd waar het Molenpanorama te zien was. 
In 2019 sloot het museum in Koog aan de Zaan en werd begonnen aan de verhuizing naar Villa Kalverliefde bij de Zaanse Schans, een gebouw uit 2007 in de vorm van een traditionele Zaanse houtloods. De nieuwe locatie zou juni 2020 officieel geopend worden maar werd door de coronacrisis uitgesteld.

## Collectie
Het museum beschrijft niet de dagelijkse gang van de molens. Die is completer te begrijpen in samenhang met het bezoeken van de nog bestaande molens van de vereniging. De collectie van het museum laat aanvullende zaken zien die je niet meteen aantreft op de molens zelf. Tot de collectie behoren een modellenzaal, een deel over gebruiksartikelen uit de molens, een deel over de gewoontes rond de molens en de streektaal, en een deel over de geschiedenis van de streek en de molens.

### Molenpanorama
In de collectie bevindt zich het Molenpanorama. Het panorama is een groot schilderij van de hand van Frans Mars dat aanvankelijk opgesteld stond in de noorderschuur van oliemolen Het Pink. Het geeft een beeld hoe de Zaanstreek er in de hoogtijdagen van zijn molenperiode (17e/18e eeuw) uitgezien moet hebben.

## Fotogalerij

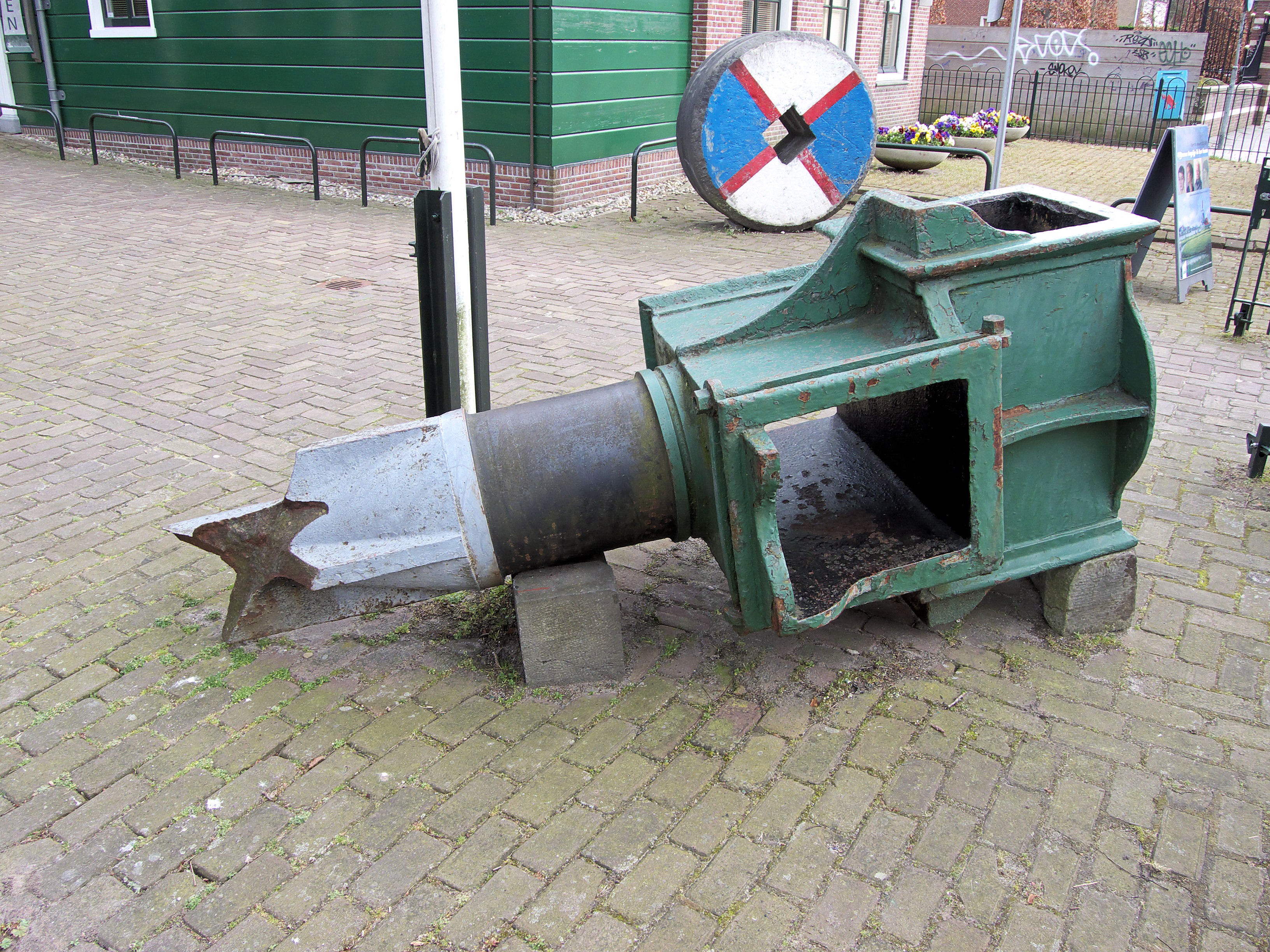
Gebroken bovenas Het Pink en kantsteen oliemolen
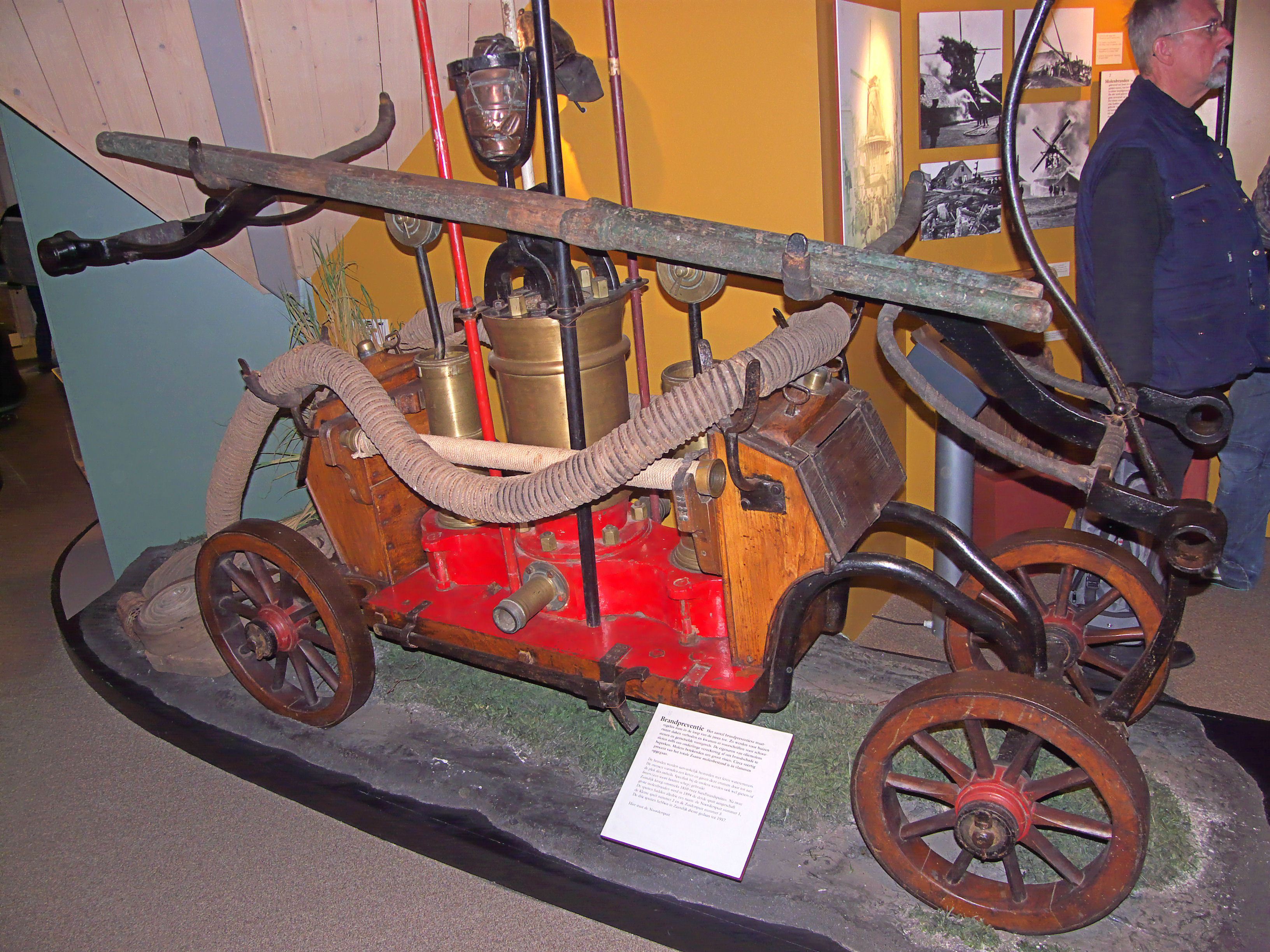
Noorderspuit Zaandijk
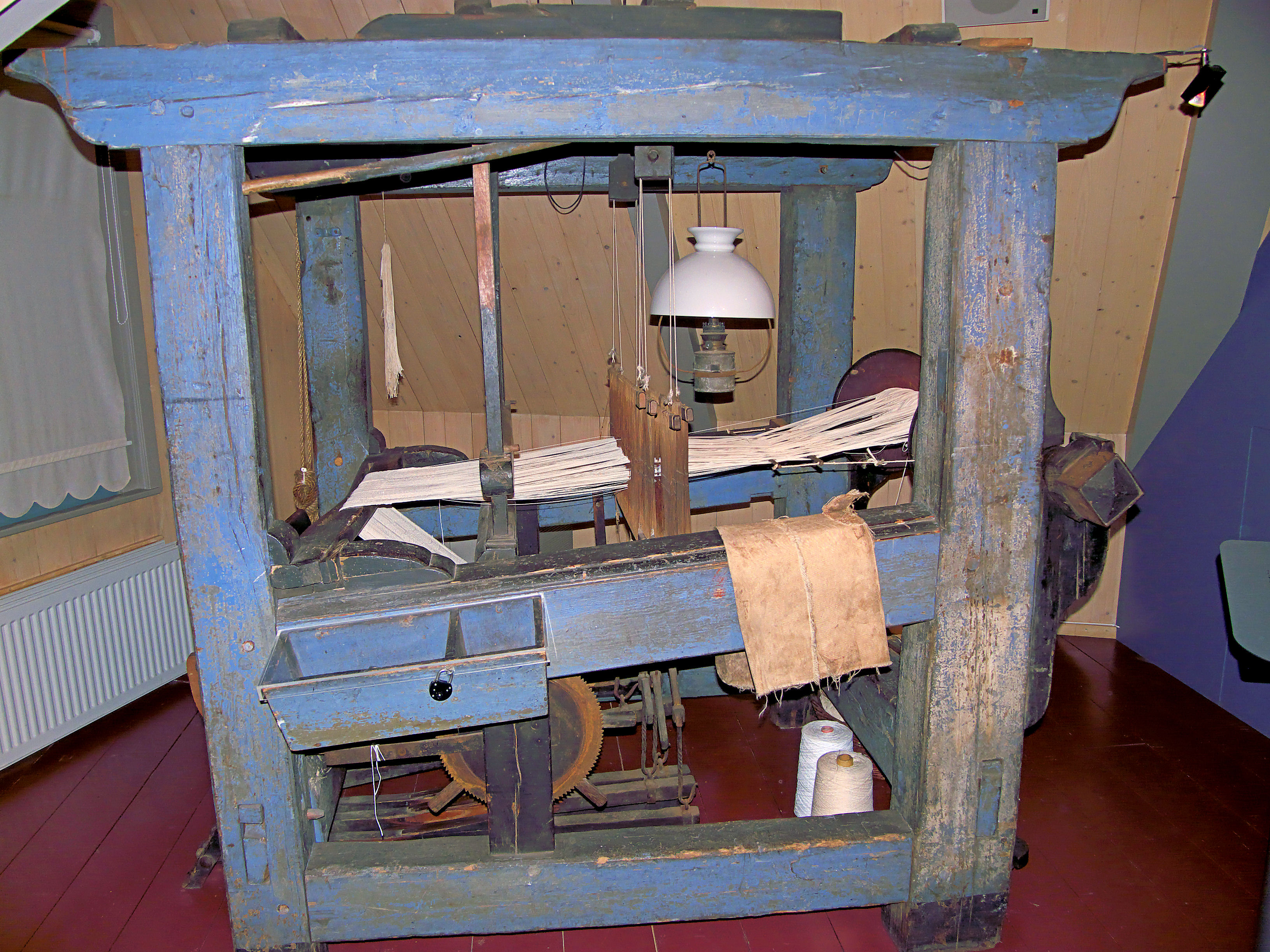
Weefgetouw
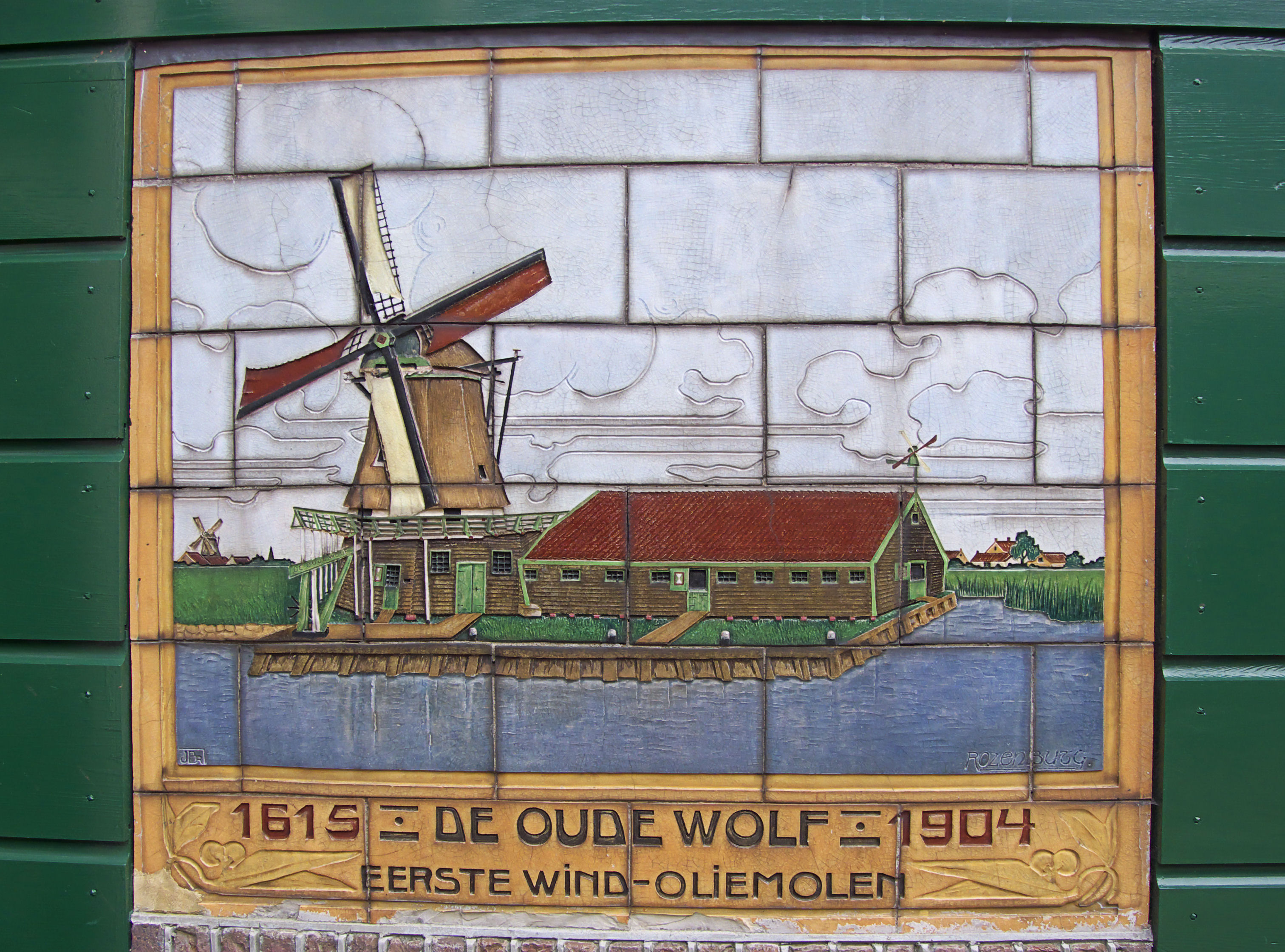
Oliemolen De Oude Wolf
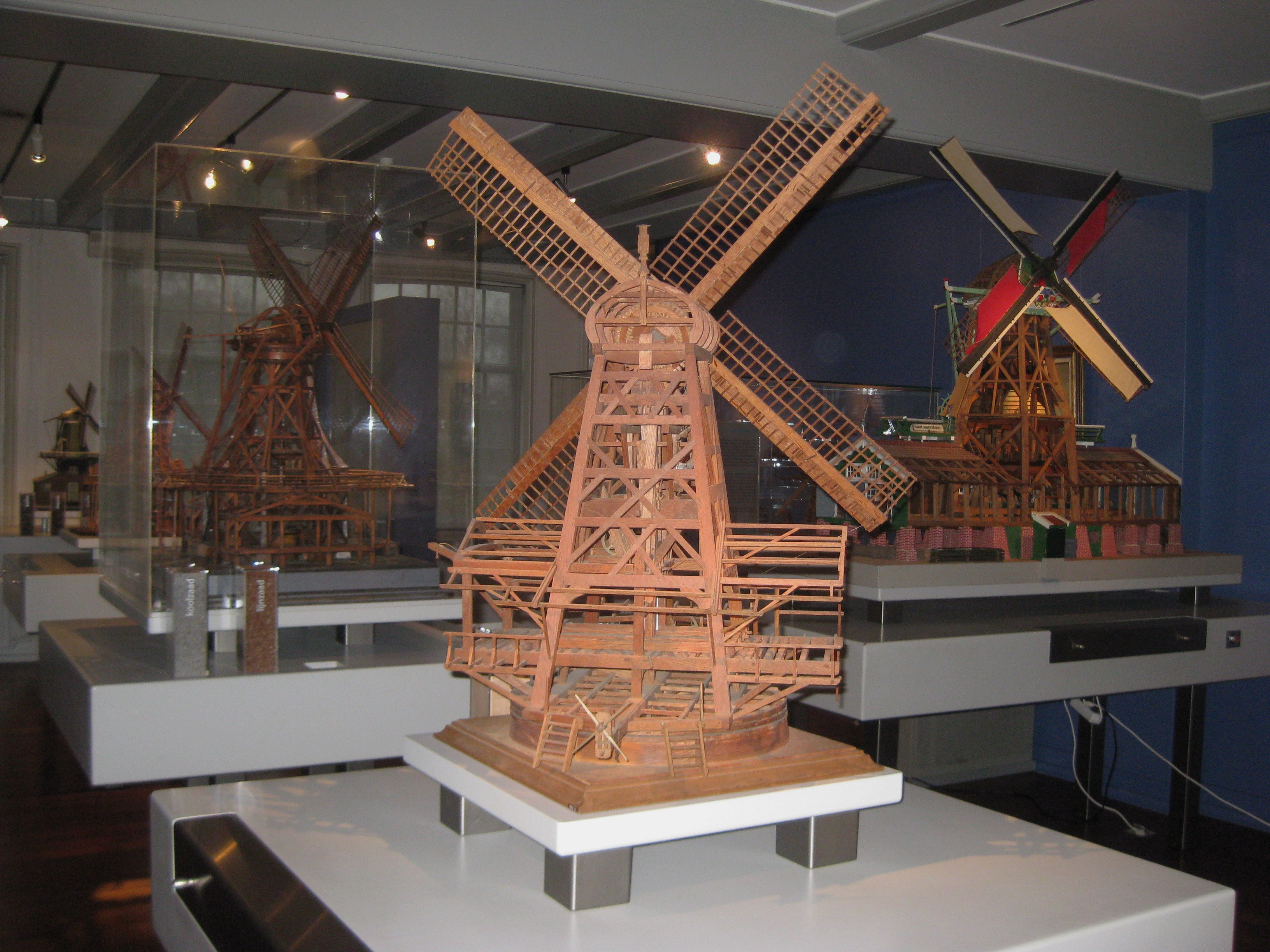
Modellenzaal